# Gomberg-Bachmann-Reaktion
Bei der Gomberg-Bachmann-Reaktion handelt es sich um eine Namensreaktion in der Organischen Chemie, die nach dem ukrainisch-US-amerikanischen Chemiker Moses Gomberg (1866–1947) und dem US-amerikanischen Chemiker Werner Emmanuel Bachmann (1901–1951) benannt wurde. Die Reaktion wurde 1924 zur Synthese von symmetrischen und unsymmetrischen Diarylen (Biphenylen) aus Aryldiazoniumsalzen entwickelt.

## Übersichtsreaktion
Bei der Gomberg-Bachmann-Reaktion reagieren Aryldiazoniumsalze in einer wässrigen, alkalischen Lösung mit Aromaten (z. B. Benzol) zu Diarylverbindungen:
Die intramolekulare Variante der Gomberg-Bachmann-Reaktion ist als Pschorr-Cyclisierung bekannt.

## Mechanismus
Am Beispiel von Benzoldiazoniumchlorid und Benzol soll der Mechanismus zur Synthese von Biphenyl erklärt werden.
Wird Diazoniumsalz 1 mit Natronlauge behandelt, entsteht in einer Gleichgewichtsreaktion Benzoldiazohydroxid 2, welches mit einem weiteren Diazoniumsalz unter Protonenabspaltung zum Benzoldiazoanhydrid 3 reagiert. Den Beweis für die Existenz von 3 erbrachte Rüchardt durch Kreuzungsexperimente. Dieses Anhydrid spaltet Stickstoff ab und reagiert zu einem Benzoldiazoanhydrid-Radikal 4 und einem Phenylradikal 5. Das reaktive Phenylradikal greift das Benzol unter Bildung eines mesomeriestabilisierten Radikals (Phenylcyclohexadienyl-Radikal) (6) an. Bei diesem Reaktionsschritt handelt es sich um eine radikalische Substitution. Das Radikal 6 reagiert dann mit 4 unter Abspaltung von 2 zu Biphenyl (7).
Aufgrund von Nebenreaktionen hat die Gomberg-Bachmann-Reaktion oft eine Ausbeute von weniger als 40 %. Durch Phasentransfer-Katalysatoren kann die Ausbeute deutlich gesteigert werden.

## Selektivität
Gemäß der allgemeinen Regel, dass die Selektivität mit zunehmender Reaktivität abnimmt, sind die hoch reaktiven Arylradikale wenig selektiv. Deshalb wird als Aromat meist Benzol eingesetzt.

## Beispiel
4-Bromanilin und Benzol reagieren durch Diazotierung in alkalischer Lösung zu 4-Brombiphenyl: